# L'Épouse du Nil
Pour plus de détails, voir Fiche technique et Distribution.
L'Épouse du Nil (titre original : La sposa del Nilo) est un film italien réalisé par Enrico Guazzoni, sorti en 1911.
Ce film muet en noir et blanc se déroule en Égypte antique, au XIIIe siècle av. J.-C.

## Synopsis
Pour mettre fin à la sécheresse qui sévit en Égypte, les prêtres décident de choisir une jeune vierge pour l'immoler et la jeter dans le Nil. Amébis, la bien-aimée du pharaon Ramsès, est désignée pour être sacrifiée : ensemble, ils vont essayer d'échapper à ce destin tragique,.

## Fiche technique
- Titre original : La sposa del Nilo
- Réalisation : Enrico Guazzoni
- Scénario : Enrico Guazzoni
- Société de production : Società Italiana Cines
- Société de distribution : Società Italiana Cines
- Pays d'origine :  Royaume d'Italie
- Langue : italien
- Format : Noir et blanc – 1,33:1 – 35 mm – Muet
- Genre : drame
- Longueur de pellicule : 358 m
- Durée : 18 minutes
- Année : 1911
- Dates de sortie :
  -  Royaume d'Italie : juin 1911
  -  France : juin 1911
  -  Royaume-Uni : juin 1911
  -  Espagne : 19 juin 1911
  -  Empire allemand : 8 juillet 1911
  -  États-Unis : 1912
- Autres titres connus :
  -  Royaume-Uni : The Bride of the Nile
  -  Espagne : La esposa del Nilo
  -  Empire allemand : Die Nilbraut
  -  États-Unis : Bride of the Nile

## Distribution
- Fernanda Negri Pouget : Amébis
- Gastone Monaldi (it) : Ramsès
- Bruto Castellani
- Orlando Ricci
- Ettore Mazzanti